# Zbytków
Zbytków est une localité polonaise de la gmina de Strumień, située dans le powiat de Cieszyn en voïvodie de Silésie.